# بطولة الأمم الخمس 1986
بطولة الأمم الخمسة 1986 (بالإنجليزية: 1986 Five Nations Championship)‏ هو الموسم 92 من  بطولة الأمم الخمسة. كان عدد الأندية المشاركة فيه  5، وفاز فيه منتخب إنجلترا الوطني لاتحاد الرغبي، ومنتخب فرنسا الوطني لاتحاد الرغبي.